# Modestinus Pistoris

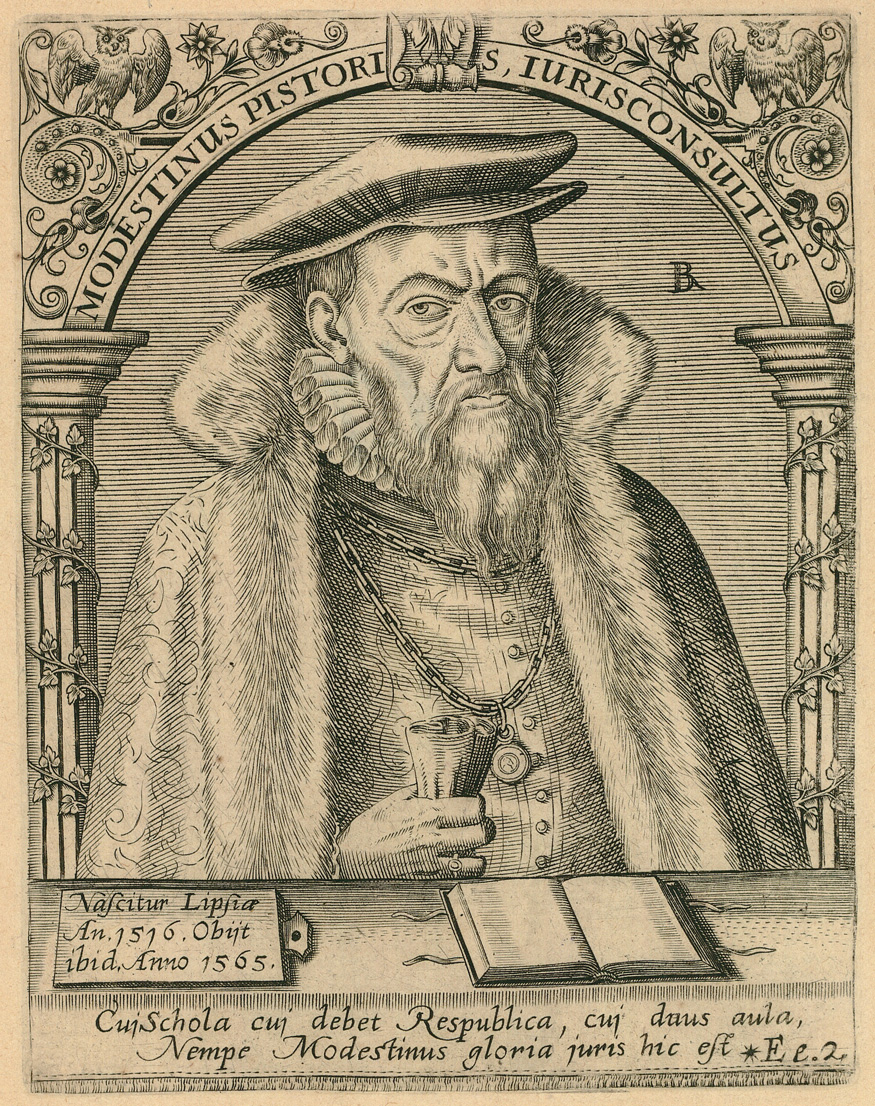
Modestinus Pistoris

Modestinus Pistoris von Seuselitz (* 9. Dezember 1516 in Leipzig; † 15. September 1565 ebenda) war ein deutscher Rechtswissenschaftler, Stadtrichter sowie Bürgermeister von Leipzig.

## Leben und Wirken
Nach seiner Schulzeit begann er ein Rechtsstudium in Leipzig, wo er bereits im Alter von 17 im Jahre 1533 seinen Baccalaureus absolvierte. Wie sein Vater, der Leipziger Rechtsgelehrte Simon Pistoris der Jüngere, schloss er ab 1536 einen fünfjährigen Italienaufenthalt an, um zunächst in Pavia bei Andrea Alciato und anschließend in Padua bei Mariano Sozzini d. J., Vater des bekannten unitarischen Theologen Lelio Sozzini, zu studieren. Wieder zurück in Leipzig trat er 1541 zunächst sein Lizenziat unter dem Vorsitz seines Vaters an und noch im gleichen Jahr kurz vor des Vaters Tod erfolgte seine Ernennung zum Professor der Rechte durch Herzog Heinrich den Frommen von Sachsen. Pistoris war in Leipzig so angesehen, dass er als „die Zierde der Fakultät und des Richterstuhls“ bezeichnet wurde. 1542 promovierte er zum doctor juris utriusque und wurde sogleich zum Kurfürstlichen Rat befördert. Einer seiner bekanntesten Schüler dieser Zeit war Joachim von Beust, der 1577 zu Ehren seines Förderers eine Gedenkrede hielt.
Im Jahre 1547 folgte die Ernennung sowohl zum Stadtrichter, Beisitzer am Oberhofgericht als auch als Vertreter von Ludwig Fachs zum Vizeordinarius der juristischen Fakultät der Universität Leipzig. Im gleichen Jahr wurde Pistoris zusätzlich noch zum Ratsmitglied gewählt. Nach dem Tod von Ludwig Fachs im Jahre 1554 erhielt er das Ordinariat der juristischen Fakultät. Der Höhepunkt seiner politischen Laufbahn war schließlich seine Wahl zum Bürgermeister von Leipzig im Jahr 1557. Modestinus Pistoris war darüber hinaus ein gefragter Rechtskonsulent mehrerer fürstlicher Personen.
Pistoris erstellte mehrere literarische Arbeiten und vor allem Gutachtersammlungen von mehr als 122 Gutachten, die auch Arbeiten seines Vaters und seines Schwiegervaters sowie 72 eigene Gutachten beinhalteten. Diese wurden mehrheitlich erst nach seinem Tode teilweise von einem seiner beiden Söhne, den Kammergerichtsassessor Jakob Pistoris von Seußlitz, bzw. von Jakob Schultes in den Jahren 1587 bis 1599 veröffentlicht.
Ein Porträtkupfer in Octavformat wurde von Theodor de Bry im Jahre 1598 gestochen und ist im Frankfurter Katalog von Jean Jacques Boissard im II. Teil auf Seite 164 abgedruckt.

## Familie
Modestinus Pistoris von Seußlitz, Sohn von Simon Pistoris von Seußlitz und Clara Pantzschmann (1491–1531) war zweimal verheiratet, zunächst mit einer Tochter von Ludwig Fachs, mit der er zwölf Kinder hatte. Die bekanntesten waren Jakob Pistoris von Seußlitz sowie Ludwig Pistoris von Seußlitz, der eine ähnliche Laufbahn einschlug wie sein Vater aber bereits vor dessen Tod selbst verstorben war. 
In zweiter Ehe heiratete Pistoris Magdalena Ziegler, mit der er noch eine weitere Tochter bekam. Als Witwe heiratete Magdalena Pistoris 1570 den Kaufmann Ulrich von Mordeisen.

## Werke

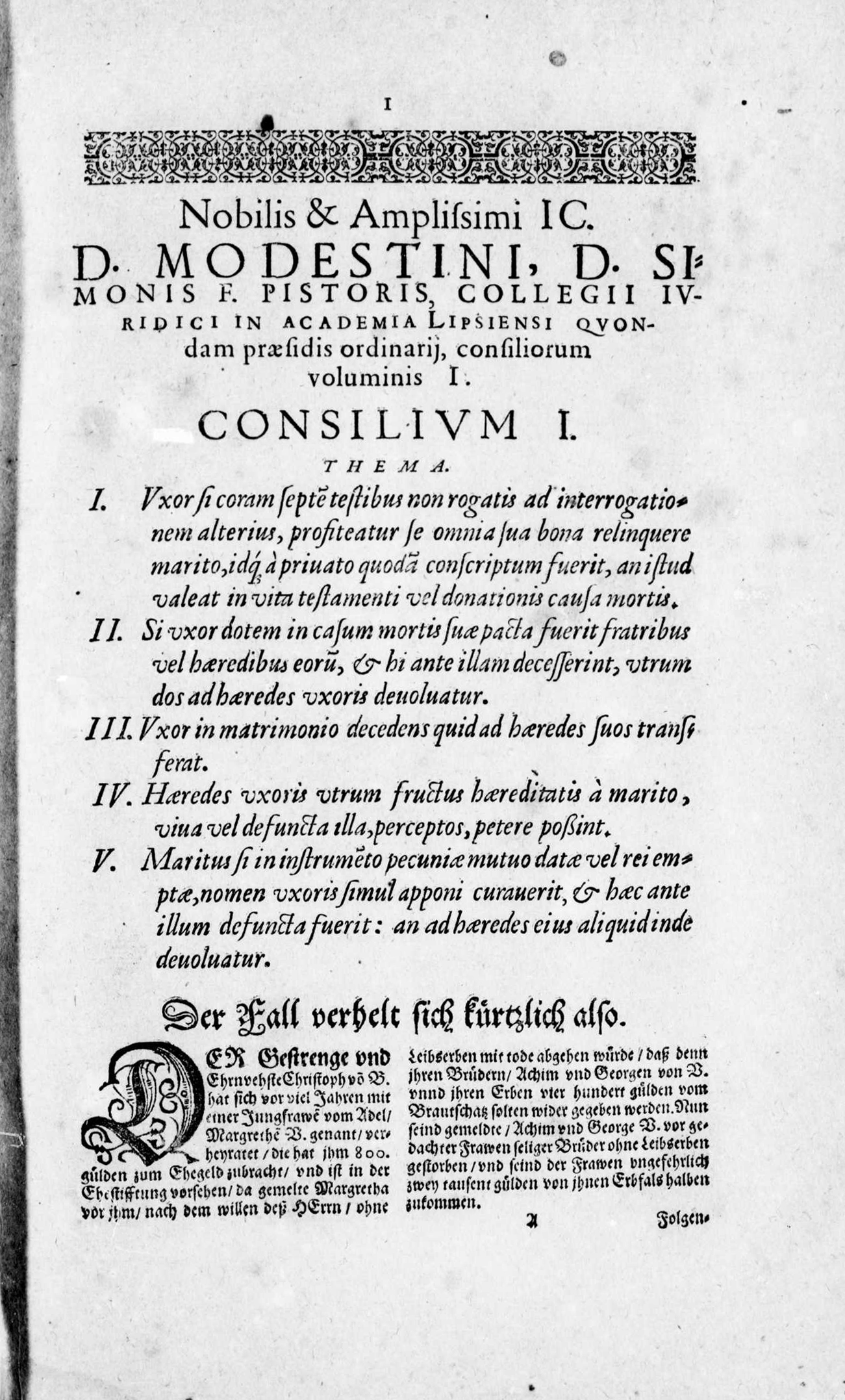
Consilia sive responsa trium Saxoniae iureconsultorum celeberrimorum, 1596

- Consilia sive responsa trium Saxoniae iureconsultorum celeberrimorum. Abraham Lamberg, Leipzig 1596 (Latein, beic.it).